# 新京成電鐵
新京成電鐵股份有限公司（日语：／ Shin Keisei dentetsu */?，東證1部：9014），簡稱新京成電鐵，原為日本千葉縣的主要私營鐵路公司與京成電鐵的子公司，且自1990年6月1日起成為日本關東地區唯一一間準大手私鐵至2025年4月1日被京成電鐵吸收合併為止。
新京成電鐵是東證1部上市企業，總部位於千葉縣鎌谷市椚山四丁目1番12號。

## 歷史
新京成電鐵於1946年8月8日以「下總鐵道」名義申請新津田沼-松戶間營運執照，並於10月23日成立。
1947年12月27日，第一代新津田沼站-藥園台站間開始提供服務，至1955年4月21日全線通車。
1953年9月6日至10月21日，全線分期把軌距由1067毫米擴大至1372毫米；1959年7月1日至8月18日，全線分期把軌距由1372毫米擴大至1435毫米的標準軌。
1961年，新京成電鐵於東證2部上市，期間於2002年3月1日至2022年4月1日升至東證1部，至2022年8月31日因母公司京成電鐵簡易股份交換下市。
1979年，新京成線與北總開發鐵道線（現北總鐵道北總線）直通運轉。
1990年6月1日，新京成電鐵因相模鐵道升格為大手私鐵而成為關東地區唯一準大手私鐵。
2022年9月1日，京成電鐵透過簡易股份交換將新京成電鐵納為全資子公司。
2023年10月31日，京成電鐵宣布將於2025年4月1日吸收合併新京成電鐵。
2025年4月1日，新京成電鐵正式併入京成電鐵，結束79年的營運，新京成線改稱為松戶線。

## 路線列表

路線圖

| 記號 | 中文線名 | 日文線名 | 起點         | 終點               | 距離（公里） |
| ---- | -------- | -------- | ------------ | ------------------ | ------------ |
| SL   | 新京成線 |          | 松戶（SL01） | 京成津田沼（SL24） | 26.6         |

## 車輛

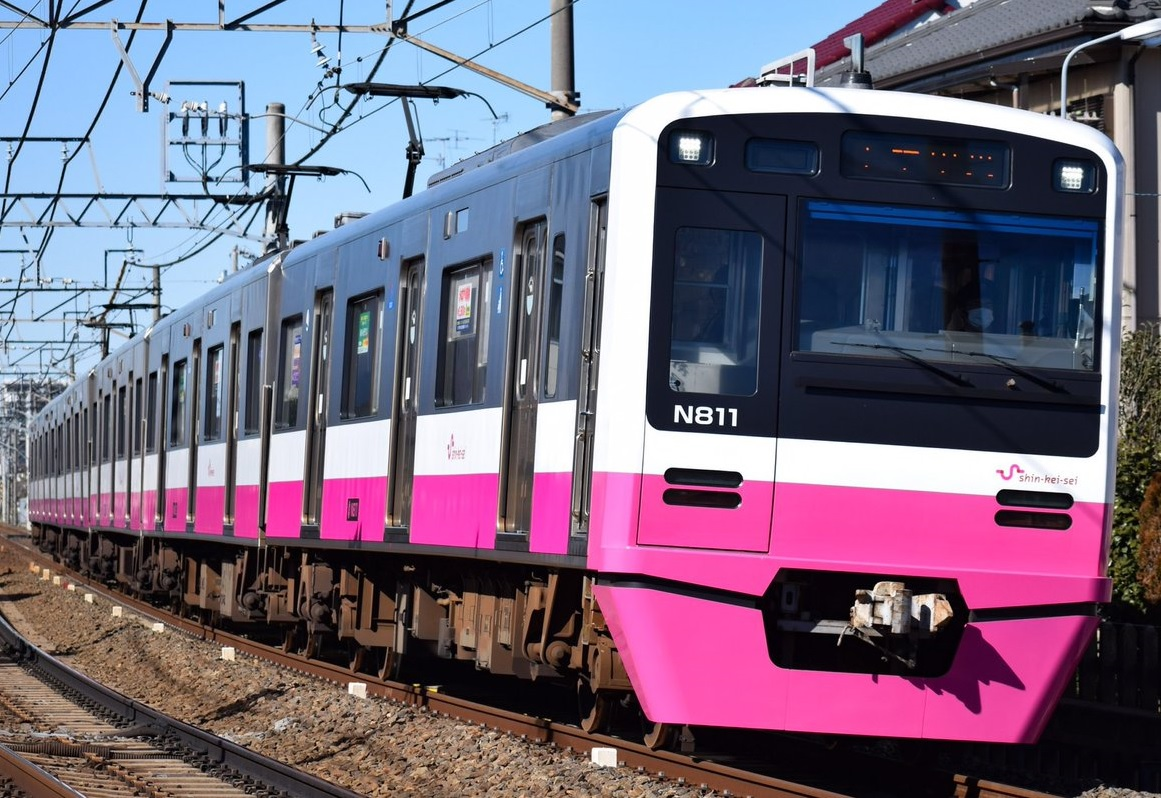
N800型
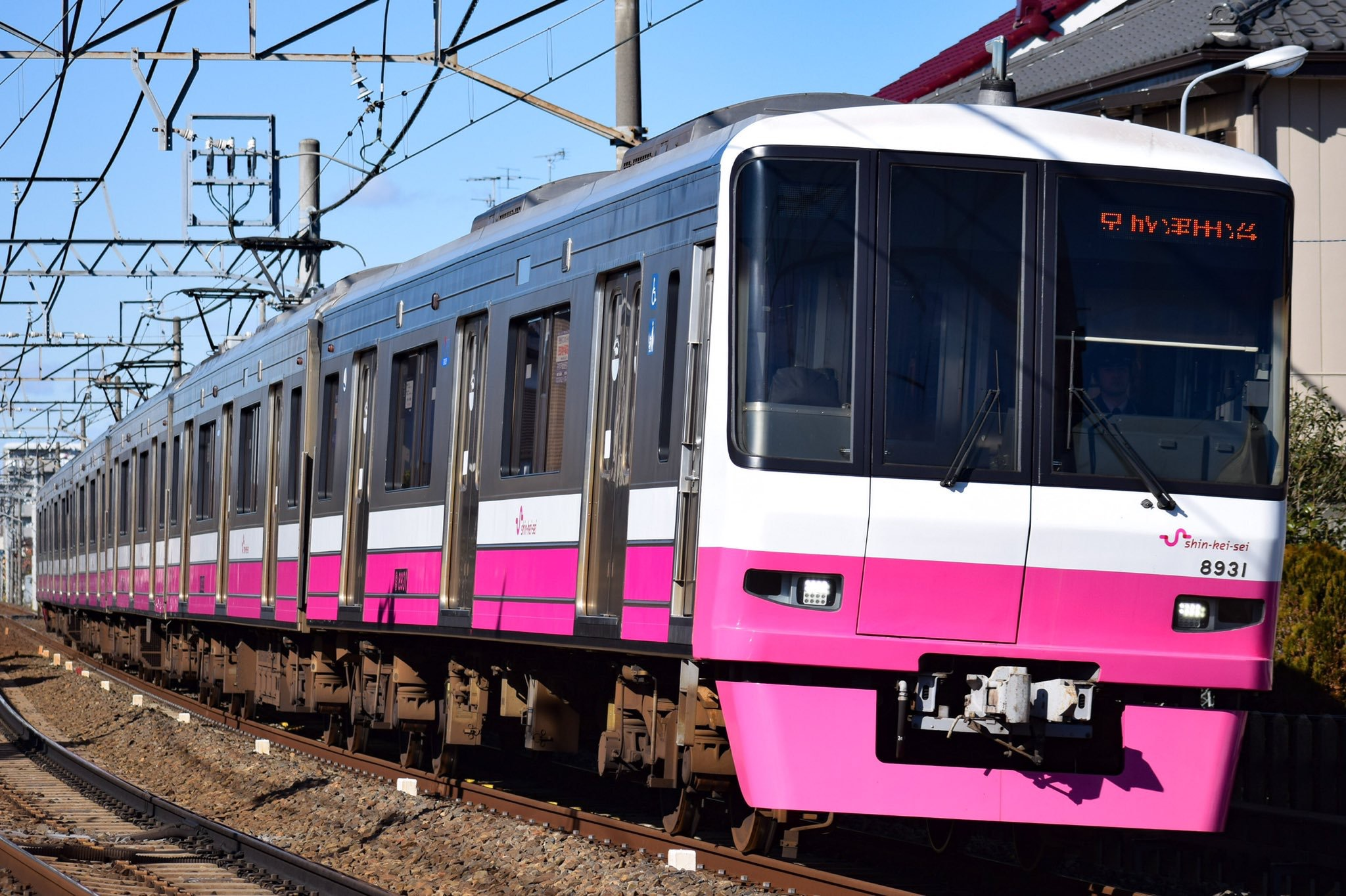
8900型
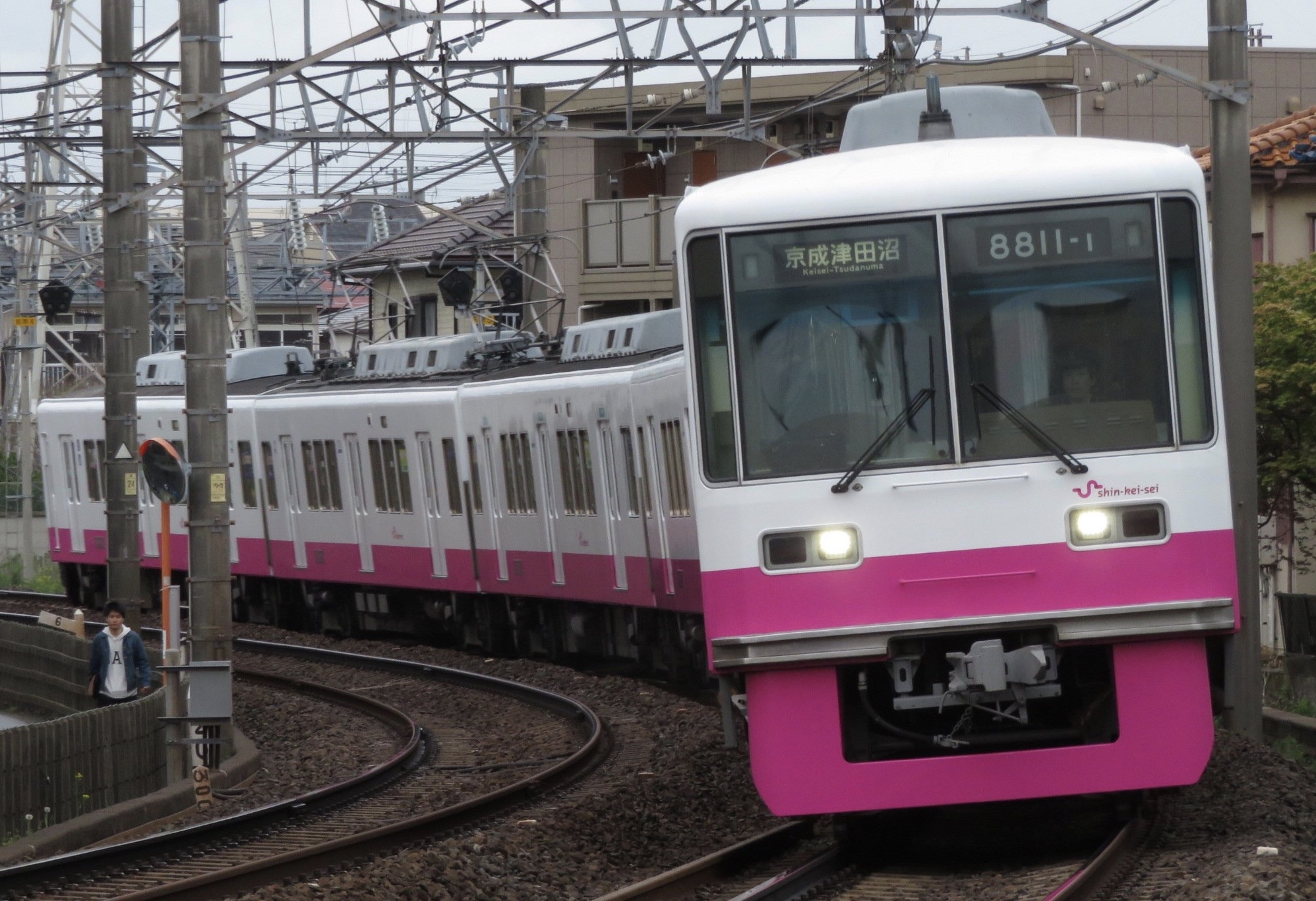
8800型
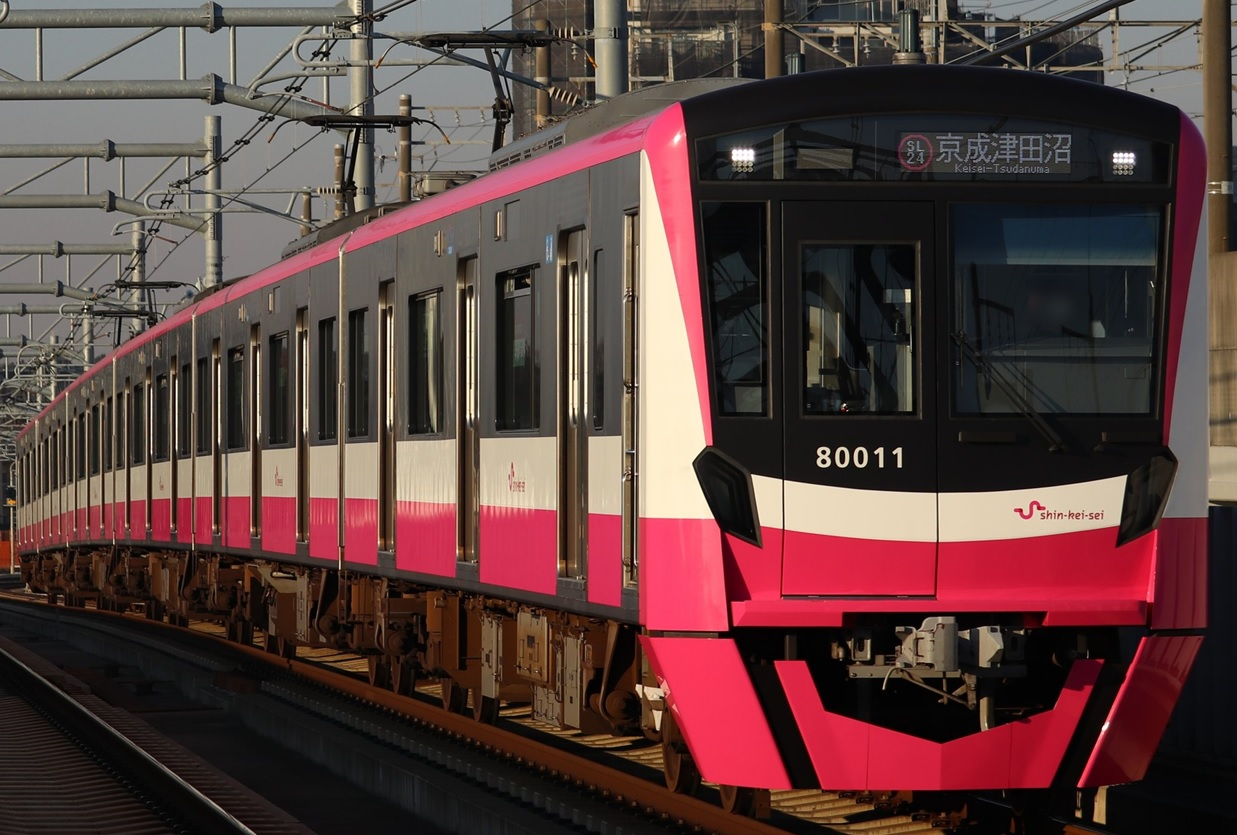
8000型
- 80000型

- N800型
- 8900型
- 8800型
- 80000型

## 外部連結
- 新京成電鐵官方網站 （页面存档备份，存于）

1. ↑   (PDF). 京成電鉄株式会社. 2024-06-25  [2024-12-02]. （原始内容存档 (PDF)于2024-06-25） （日语）.
2. ↑   (PDF). 国土交通省  鉄道局都市鉄道政策課. 2024-06-25. （原始内容存档 (PDF)于2024-06-25） （日语）.
3. ↑  . 鉄道コム. 2023-10-31  [2023-10-31]. （原始内容存档于2024-01-14） （日语）.
4. ↑  . 読売新聞社. 2024-06-25  [2024-12-02]. （原始内容存档于2024-06-26） （日语）.
5. ↑  . 朝日新聞社. 2024-06-26  [2024-12-02]. （原始内容存档于2024-06-27） （日语）.